# Pierre Nguyên Soan

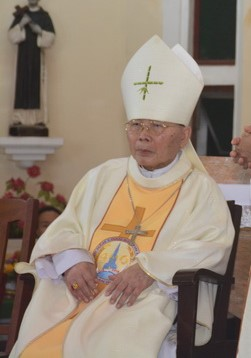
Pierre Nguyên Soan (2018)

Pierre Nguyên Soan (vietnamesisch: Phêrô Nguyễn Soan; * 15. Dezember 1936 in Goi Thi; † 8. Juli 2024) war ein vietnamesischer Geistlicher und römisch-katholischer Bischof von Qui Nhơn.

## Leben
Pierre Nguyên Soan studierte Philosophie und Theologie an den Seminaren von Song Lang und Nha Trang sowie am Päpstlichen Institut Pius X. in Đà Lạt. Am 21. Dezember 1968 empfing er das Sakrament der Priesterweihe für das Bistum Qui Nhơn. Er setzte seine Studien an der Päpstlichen Universität Urbaniana in Rom fort und erwarb 1973 den Doktortitel in Kirchenrecht. Nach seiner Rückkehr nach Vietnam war er als Regens der örtlichen Seminare tätig. Er war Generalvikar der Diözese Quy Nhon und seit 1989 Pfarrer der Dözesankathedrale Mariä Himmelfahrt (Nhà Thờ Chình Toà Đưc Mẹ Lên Trói).
Papst Johannes Paul II. ernannte ihn am 3. Juni 1999 zum Bischof von Quy Nhơn. Der Erzbischof von Huế, Etienne Nguyên Nhu Thê, spendete ihm am 12. August desselben Jahres die Bischofsweihe; Mitkonsekratoren waren Pierre Nguyên Van Nho, Koadjutorbischof von Nha Trang, und Paul Huynh Dông Các, emeritierter Bischof von Qui Nhơn. Er war unter anderem von 2002 bis 2007 Generalsekretär der Vietnamesischen Bischofskonferenz.
Am 30. Juni 2012 nahm Papst Benedikt XVI. das altersbedingte Rücktrittsgesuch von Pierre Nguyên Soan an. Er starb im Juli 2024 im Alter von 87 Jahren.